# Škofja vas
Škofja vas este o localitate din comuna Celje, Slovenia, cu o populație de 386 de locuitori.